# Mas Pinell
El Mas Pinell és una propietat situada al municipi de Torroella de Montgrí, entre l'actual desembocadura del Ter i l'antiga del Daró. Hi ha dues masies: el Mas Pinell de Dalt (la més antiga, situada dalt del Puig del Mas Pinell) i el Mas Pinell de Baix (més propera al Mas Ferrer). En els seus terrenys s'hi van construir el càmping El Delfín Verde, el 1960, i la urbanització Mas Pinell, el 1969.

## Història
El 1577 Montserrat Carles va comprar l'heretat a Catharina Pla i Joaquim Roig. Des de llavors, fins a inicis del segle xx, aquesta va formar part del patrimoni Carles. Dedicada a la producció agrícola i sobretot pecuària, els seus límits eren poc precisos, i la seva superfície variava entre 600 i 900 vessanes (entre 130 i 200 hectàrees). Aquesta imprecisió provocava molts conflictes amb els veïns, com el 1821, quan diversos veïns van ocupar terrenys de la Fonollera, i van ser desallotjats per forces armades, a petició del propietari, Narcís de Carles i O'Doyle. Per problemes econòmics Joaquim de Carles i Mendoza va hipotecar el mas entre 1880 i 1892. El 1906 Joaquim de Carles i Ferrer va vendre el mas a Juan Vilaplana Bataller, fariner de Barcelona. La masoveria va passar a mans de Martí Farreró i posteriorment del seu fill Melcior Farreró Benaset, però en casar-se el seus germans, tenia dificultats per a conrear tots els terrenys, i per evitar que marxés, el propietari va construir el 1921 el Mas Pinell de Baix, al qual va adjuntar uns 50 vessanes. Els Farreró van seguir amb la masoveria del Mas Pinell de Baix, i la del Mas Pinell de Dalt va ser assignada primer als Parals i després als Turró, fins a la seva jubilació a mitjans de la dècada de 1980, quan els Farreró van tornar a conrear totes les terres del mas.
El 1937, durant la Guerra Civil espanyola, el mas va ser col·lectivitzat per la Col·lectivitat Agrícola CNT-AIT de Torroella de Montgrí. El 1965, amb la construcció del càmping El Delfín Verde, van arribar a les dues masies serveis com l'aigua i l'electricitat. Malgrat la construcció del càmping i la urbanització, els Vilaplana segueixen dedicant la major part de la propietat a l'explotació agrícola.